# Ciudad Lázaro Cárdenas
Die Stadt Ciudad Lázaro Cárdenas liegt im Süden des Bundesstaats Michoacán im westlichen Zentralmexiko. In der Hafenstadt, die von der Stahlindustrie geprägt, ist wohnen 79.200 Einwohner (2010). Der Río Balsas mündet in Ciudad Lázaro Cárdenas in den Pazifischen Ozean. Ciudad Lázaro Cárdenas ist der Verwaltungssitz des Municipio Lázaro Cárdenas.

## Geschichte
Der Ort führte anfänglich den Namen Los Llanitos. Am 12. April 1947 beschloss der Kongress des Bundesstaates Michoacán die Gründung der Gemeinde Melchor Ocampo del Balsas. Die Umbenennung zur Stadt Lázaro Cárdenas erfolgte im Jahr 1970 zu Ehren des früheren Staatspräsidenten Lázaro Cárdenas del Río.

## Wirtschaft

### Seehafen
Der Seehafen von Ciudad Lázaro Cárdenas ist mit einer Fläche von über 2500 Hektar und einer Tiefe von 16,5 m der tiefste mexikanische Hafen. Er gilt als zentrales Bindeglied zwischen den Drogenproduzenten in Südamerika und den Märkten im Norden. Verschiedene Kartelle lieferten sich dort im mexikanischen Drogenkrieg blutige Schlachten. Am 4. November 2013 übernahm die Kriegsmarine in dem Zusammenhang die Kontrolle über den Hafen. 50 Stadtpolizisten wurden wegen des Verdachts der Zusammenarbeit mit den Drogenkartellen vorläufig in Gewahrsam genommen und auch die Zollbeamten wurden ersetzt.

### Flughafen
Mit einem eigenen nationalen Flughafen ist Ciudad Lázaro Cárdenas auch über den Luftweg mit Mexiko-Stadt und weiteren mexikanischen Städten verbunden.

### Stahlindustrie
In der Stadt gibt es mehrere Betriebe der Stahlindustrie.

## Söhne und Töchter der Stadt
- Juan Carlos Sistos (* 1992), mexikanischer Autorennfahrer